# Есман
Есман (на френски: Esmans) е село в департамента Сен е Марн на регион Ил дьо Франс, северна Франция. Населението му е 905 души (по приблизителна оценка от януари 2016 г.).
Разположено е на 90 m надморска височина в Парижкия басейн, на 4 km южно от централната част на град Монтро Фот Йон и на 73 km югоизточно от Париж. Селището е известно от Римската епоха, а през VIII век е изграден укрепен замък, съществуващ и днес.